# Palette de la chasse
La palette de la chasse, appelée également palette de la chasse aux lions, est une palette à fard en grès grauwacke. Fragmentée en trois morceaux, la provenance de ces derniers est inconnue ayant été acquis sur le marché de l’art auprès d’une source inconnue. Datée par comparaison de la période de fin Naqada IIIa-début Naqada IIIb soit autour de 3250 av. J.-C.-3100 av. J.-C. (période prédynastique). Deux morceaux sont actuellement exposés au British Museum à Londres et le troisième au musée du Louvre à Paris.

## Découverte
Les fragments ont été acquis entre 1886 et 1888 auprès d’une source anonyme en Égypte par Wallis Budge. Ils ont été enregistrés comme provenant de Tell el-Amarna, probablement à la suite de la confusion avec d’autres objets acquis au même moment sur ce site. Trente ans après leur acquisition, Budge détermina leur provenance comme venant d’Abydos dans son livre By Nile and Tigris : a narrative of journeys in Egypt and Mesopotamia on behalf of the British museum between the years 1886 and 1913.
Du fait du style et de la datation, cette provenance d’Abydos serait confirmée par certains chercheurs.

## Datation
Après une première datation par le philologue anglais Wallis Budge, l'archéologue allemand Hermann Ranke reprend cette chronologie. Il distingue deux groupes qui se suivent chronologiquement, la palette de la chasse se situant à la frontière de ceux deux groupes. Pour l’archéologue, c'est la forme oblongue de la palette présentant une représentation complexe et un signe hiéroglyphique qui la met en position d'assurer une transition entre les deux groupes. De nouvelles datations seront effectuées jusqu’à celle de l’archéologue Luc Watrin. À partir de sa révision des Stufen de Werner Kaiser,, Luc Watrin date la palette de fin Naqada IIIa-début IIIb.

## Description
La palette de la chasse est gravée en bas-relief sur un seul côté. Autour du godet placé en son centre, la palette présente une scène complexe de chasse mêlant chasse aux lions et à d’autres animaux sauvages comme des oiseaux, des lièvres et des gazelles. Les armes utilisées par la vingtaine de chasseurs sont des arcs et des flèches, des masses, des bâtons de jet et des lances.
| La palette de la chasse reconstituée (recto) |
| La palette de la chasse reconstituée         |

| Le fragment conservé au Louvre recto-verso |
| Le fragment conservé au Louvre recto-verso |

| Dessin d'un chasseur portant un étendard |
| Dessin d'un chasseur portant un étendard |

### Recto
Hormis les lions, les animaux sauvages représentés sont la gazelle, l'antilope Springbok, le bubale, le lièvre, l'autruche et une espèce de cerf.
Tous les chasseurs portent la barbe et la plupart ont des coiffes de plumes. Leurs vêtements se compose d’un court kilt avec une queue de renard attachée à l'arrière.  Trois chasseurs portent des signes distinctifs d’une appartenance géographique ou tribale, les autres ne disposent que de leurs armes notamment l'arc, la lance, la masse, le bâton de jet et le lasso appelé également lariat chez certains scientifiques. Les objets arrondis portés par certains des chasseurs ont été interprétés comme des sacs ou des boucliers,.
L’identification des canidés fait encore débat parmi les chercheurs. Interprété à l’origine comme des renards ou des chacals, l’analyse de renard fut confirmée par plusieurs scientifiques, même si l’identification comme lycaons a également été évoquée. Parmi les chasseurs, un canidé poursuit trois espèces d'antilopes et une autruche entre les deux rangées de chasseurs sur l’extrémité la moins large de l’objet. Un autre canidé, dans la partie la plus large, se précipite sur un Springbok retenu par la corde du lasso d'un chasseur.
Un membre du groupe des chasseurs tente de maintenir un Springbok par les cornes à l'aide de son lasso. Deux lions ont été touchés par des flèches et l'une des bêtes blessées est en train de poursuivre un chasseur. Les flèches appartiennent à la variété à pointe de silex, avec un bord biseauté plutôt qu'une pointe.
Au milieu de la palette, mais légèrement décalée vers l'extrémité la plus large, se trouve une zone plate entourée d'un anneau surélevé, imitant les dépressions circulaires utilisées pour broyer la peinture oculaire sur les palettes fonctionnelles.
À l'extrémité large se trouvent, une bête mythique constituée des parties antérieures liées de deux buffles ou aurochs mâles et un symbole correspondant au hiéroglyphe du sanctuaire, sḥ.

### Verso
Le verso ne présente pas de décoration, mais chaque fragment présente diverses traces dont certaines peuvent être interprétées comme des marques récentes de manipulation soit liées aux outils lors de la découvertes soit liées à d’autres outils lors de ses diverses manipulations.

## Signification de l’iconographie
Pour l’archéologue Stan Hendrickx, cette chasse est à situer dans le contexte de l’élite prédynastique. Il s'appuie sur l'iconographie montrant, dès le début de la culture nagadienne, un lien étroit entre le pouvoir militaire/politique et la chasse et la consommation de viande d’animaux sauvages dans un contexte rituel ainsi que l'importance de cette consommation dans des cimetières comme le cimetière d’élite HK6.

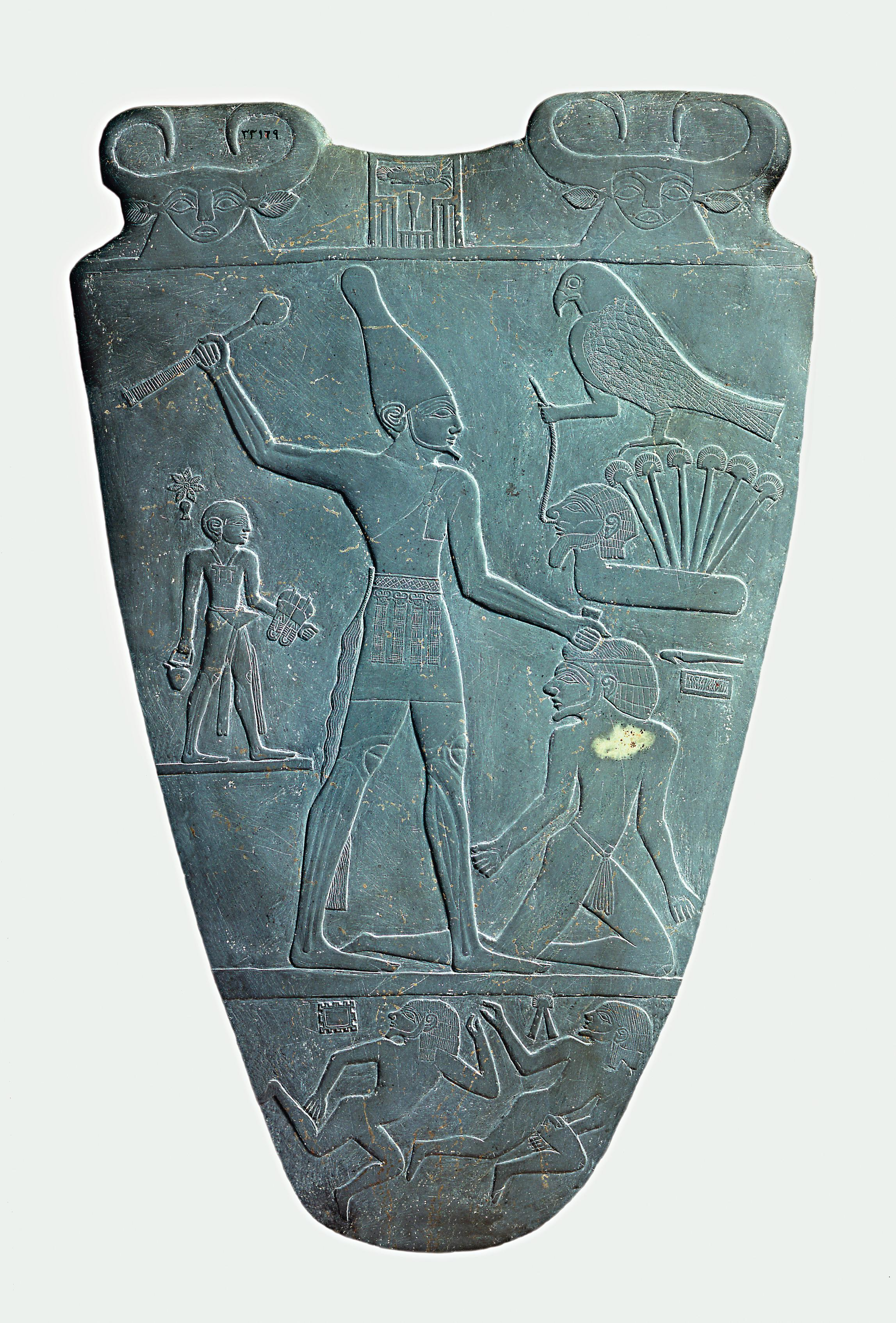
La palette de Narmer (verso)

Pour l’archéologue Jean-Olivier Gransard-Desmond, la queue postiche de renard qui se retrouve également sur la palette de Narmer et la palette de Hiérakonpolis est le précurseur de la queue postiche qui sera l’apanage de pharaon en tant que « grand féticheur », expression empruntée à Jean Yoyotte. Pour lui, l’utilisation qui en est faite dans la palette de la chasse présente une évolution par rapport aux usages précédents de dépouille ou morceau d’animaux sauvages. L’être humain ne se cache plus derrière l’animal au moyen de sa dépouille, mais fusionne partiellement avec lui du fait de l’utilisation d’une partie de l’animal. Ainsi, l’être humain s’octroie une partie des qualités de l’animal pour l’assimiler ou s’en protéger. L’archéologue précise que les raisons qui ont motivé le choix du renard restent inconnues autant que les  qualités attribuées à l’animal.

## Fonction de l’objet
Les palettes à fard servent à broyer les minéraux dont sont tirés les fards. Cependant, la palette de la chasse comme tout un groupe de palettes ne semble pas avoir cet usage. En effet, aucune trace d’utilisation n’a été relevée sur cette palette pas plus que sur le groupe de palettes historiées du prédynastique auxquelles la question d'un sens religieux ou cosmogonique se pose.

## Confection
Selon l’archéologue Stan Hendrickx, l’exécution d’un artéfact comme la palette de la chasse était confiée à des artisans spécialisés, ce qui justifierait un résultat uniforme.